# Liste der Abgeordneten zum Bukowiner Landtag (IX. Wahlperiode)
Diese Liste der Abgeordneten zum Bukowiner Landtag (IX. Wahlperiode) listet alle Abgeordneten zum Bukowiner Landtag des Kronlandes Bukowina in der IX. Wahlperiode auf. Die Angelobung der Abgeordneten erfolgte am 28. Dezember 1898, wobei der Landtag 31 Abgeordnete umfasste. Dem Landtag gehörten dabei 2 Vertreter des Großgrundbesitzes des 1. Wahlkörpers und 8 Vertreter des Großgrundbesitzes des 2. Wahlkörpers, 2 Vertreter der Handels- und Gewerbekammer Czernowitz, 5 Vertreter der Städte und 12 Vertreter der Landgemeinden. Hinzu kam die Virilstimme des Erzbischofs von Czernowitz und des Rektors der Universität Czernowitz.

## Sessionen
Die IX. Landtagsperiode war in fünf Sessionen unterteilt:
- I. Session: 1898–1899
- II. Session: 1899
- III. Session: 1901
- IV. Session: 1902
- V. Session: 1903

## Landtagsabgeordnete
| Name                               | Wahlklasse                 | Region/Funktion                          | Anmerkung                                                                                                   |
| ---------------------------------- | -------------------------- | ---------------------------------------- | --- |
| Abrahamovic Christof von           | Großer Grundbesitz (2. WK) |                                          | |
| Balmos Georg von                   | Landgemeinden              |                                          | ab der 5. Session                                                                                           |
| Bejan Dionys                       | Großer Grundbesitz (1. WK) |                                          | ab der 5. Session                                                                                           |
| Bohdanowicz Kasimir                | Großer Grundbesitz (2. WK) |                                          | ab der 4. Session                                                                                           |
| Bohosiewicz Zacharias              | Großer Grundbesitz (2. WK) |                                          | |
| Bohosiewicz Kasimir                | Großer Grundbesitz (2. WK) |                                          | nur in der 3. Session ?                                                                                     |
| Calinescu Miron                    | Großer Grundbesitz (1. WK) |                                          | |
| Ciuntuliak Emanuel                 | Landgemeinden              |                                          | bis inklusive der 4. Session                                                                                |
| Ciupercovici Arcadie               | Virilstimme                | Erzbischof von Czernowitz                | bis inklusive der 4. Session                                                                                |
| Decani Albert                      | Städte                     | Radautz                                  | ab der 3. Session                                                                                           |
| Della Scala Hieronymus             | Landgemeinden              |                                          | nur in der 1. und 2. Session                                                                                |
| Des Loges Franz                    | Städte                     | Suczawa                                  | |
| Flondor Theodor von                | Landgemeinden              |                                          | |
| Flondor Johann von                 | Großer Grundbesitz (2. WK) |                                          | |
| Franz Hauke                        | Virilstimme                | Rektor der Universität Czernowitz        | nur in der 3. Session                                                                                       |
| Grigorce Modest                    | Landgemeinden              |                                          | |
| Hakman Eugen                       | Landgemeinden              |                                          | ab der 5. Session                                                                                           |
| Hörmann zu Hörbach Walther         | Virilstimme                | Rektor der Universität Czernowitz        | nur in der 5. Session ab dem 4. Oktober 1903                                                                |
| Kipper Michael                     | Städte                     | Radautz                                  | nur in der 1. und 2. Session                                                                                |
| Kochanowski von Stawczan Anton     | Städte                     | Czernowitz                               | ab der 3. Session auch Landeshauptmann-Stellvertreter                                                       |
| Langenhan Friedrich                | Handelskammer              |                                          | |
| Lewicki Theodor                    | Landgemeinden              |                                          | ab der 3. Session                                                                                           |
| Lupul Johann                       | Landgemeinden              | Gurahumora                               | Landeshauptmann                                                                                             |
| Marin Gustav                       | Landgemeinden              |                                          | |
| Mustatza Nikolaus von              | Großer Grundbesitz (2. WK) |                                          | |
| Onciul Flarion                     | Landgemeinden              |                                          | |
| Onciul Aurel                       | Landgemeinden              |                                          | ab der 5. Session                                                                                           |
| Pihuliak Hierotheus                | Landgemeinden              |                                          | |
| Pompe Wilhelm                      | Städte                     | Sereth                                   | nur in der 1. Session                                                                                       |
| Popovici Georg von                 | Landgemeinden              |                                          | bis inklusive der 4. Session                                                                                |
| Repta Wladimir von                 | Virilstimme                | Erzbischof von Czernowitz                | |
| Rott Josef                         | Städte                     | Czernowitz                               | in der 1. und 2. Session Landeshauptmann-Stellvertreter                                                     |
| Scharizer Rudolf                   | Virilstimme                | Rektor der Universität Czernowitz        | nur in der 5. Session bis zum 4. Oktober 1903                                                               |
| Skedl Arthur                       | Virilstimme/Städte         | Rektor der Universität Czernowitz/Sereth | war in der 1. Session Vertreter der Universität Czernowitz, ab der 2. Session Abgeordneter der Stadt Sereth |
| Smal-Stozkyj Stepan                | Landgemeinden              |                                          | |
| Stefanowicz Stefan                 | Großer Grundbesitz (2. WK) |                                          | nur in der 1. und 2. Session                                                                                |
| Steiner Josef                      | Handelskammer              |                                          | ab der 3. Session                                                                                           |
| Straucher Benno                    | Städte                     | Czernowitz                               | |
| Tittinger David                    | Handelskammer              |                                          | nur in der 1. und 2. Session                                                                                |
| Wassilko Georg von                 | Großer Grundbesitz (2. WK) |                                          | nur bis inklusive der 4. Session                                                                            |
| Wassilko Nikolaus von              | Landgemeinden              |                                          | |
| Wiesiołowski Adolf von             | Großer Grundbesitz (2. WK) |                                          | nur bis inklusive der 4. Session                                                                            |
| Wojucki Emilian                    | Virilstimme                | Rektor der Universität Czernowitz        | nur in der 4. Session                                                                                       |
| Wolczynski Johann von              | Großer Grundbesitz (2. WK) |                                          | |
| Zieglauer von Blumenthal Ferdinand | Virilstimme                | Rektor der Universität Czernowitz        | nur in der 2. Session                                                                                       |
| Zubrzycki-Wieniawa Eugen           | Landgemeinden              |                                          | bis inklusive der 4. Session                                                                                |
| Zurkau Johann                      | Großer Grundbesitz (1. WK) |                                          | nur bis inklusive 3. Session genannt                                                                        |